# Heinz Kubsch
Heinz Kubsch (Essen, 20 de julho de 1930 — 24 de outubro de 1993) foi um futebolista alemão-ocidental.  
Jogou na posição de goleiro e defendeu em sua carreira as equipes do Sportfreunde Katernberg e FK Pirmasens.
Pela Seleção da Alemanha Ocidental, integrou o elenco campeão de seu país na Copa do Mundo de 1954, mas não disputou nenhuma partida.